# Crella spinulata
Crella spinulata är en svampdjursart som först beskrevs av Jörn Hentschel 1911.  Crella spinulata ingår i släktet Crella och familjen Crellidae. Inga underarter finns listade i Catalogue of Life.